# Et skakspil
Et skakspil er en dansk kortfilm fra 1969 med instruktion og manuskript af Lars von Trier.

## Handling
Denne artikel mangler et handlingsreferat. Hjælp os med at skrive det.